# 가조 나들목
가조 나들목(Gajo IC)은 경상남도 거창군 가조면 일부리에 설치된 광주대구고속도로의 23번 교차로이다. 가조면 일대로 진출 할 수 있다.
과거에는 고속도로 남단에 위치한 현재의 대구 방면 진출입로에 담양 방면으로의 진출입용 평면교차로가 설치되어 있었으나, 고속도로 북단에 담양 방면 전용 진출입로를 신설하면서 폐쇄되었으며 현재도 그 흔적이 남아 있는 것이 특징이다.

## 연혁
- 1984년 6월 27일 : 88올림픽고속도로 담양 ~ 달성 구간 개통과 함께 평면 교차로로 영업 개시[1]
- 1997년 6월 27일 : 나들목 개량 공사를 위해 경상남도 거창군 가조면 대초리 900m 구간 도로구역 변경[2]
- 1999년 11월 2일 : 2001년 12월까지 나들목 요금소 설치를 위해 전라북도 남원시 월락동 ~ 경상남도 합천군 야로면 야로리 97.1km 구간 도로구역 변경[3]
- 2002년 7월 24일 : 2003년 12월까지 나들목 광주방향 요금소 설치를 위해 경상남도 거창군 가조면 일부리 1.37km 구간 도로구역 변경[4]
- 2007년 9월 10일 : 88올림픽고속도로 담양 ~ 성산 구간 왕복 4차로 확장 공사로 인해 거창군 도시계획구역 교통광장에 가조면 일부리 일원을 가조 나들목으로 고시[5]

## 구조물 정보
- 위치: 경상남도 거창군 가조면 일부리
- 영업소: 경상남도 거창군 가조면 지산로 1412

## 접속하는 도로
- 지방도 제1099호선 (지산로)

## 교통량 정보
| 요금소        | 통행량 (대/일) | 통행량 (대/일) | 통행량 (대/일) | 통행량 (대/일) | 통행량 (대/일) | 통행량 (대/일) | 통행량 (대/일) | 통행량 (대/일) | 통행량 (대/일) | 통행량 (대/일) | 각주  |
| 요금소        | 2001년         | 2002년         | 2003년         | 2004년         | 2005년         | 2006년         | 2007년         | 2008년         | 2009년         | 2010년         | 각주  |
| ------------- | -------------- | -------------- | -------------- | -------------- | -------------- | -------------- | -------------- | -------------- | -------------- | -------------- | ----- |
| 가조 (폐쇄식) | 1,274          | 1,388          | 1,480          | 1,301          | 1,176          | 1,154          | 1,140          | 1,078          | 1,158          | 1,212          | [ 6 ] |
| 요금소        | 2011년         | 2012년         | 2013년         | 2014년         | 2015년         | 2016년         | 2017년         | 2018년         | 2019년         |                | [ 6 ] |
| 가조 (폐쇄식) | 1,157          | 1,136          | 1,178          | 1,201          | 1,317          | 1,540          | 1,602          | 1,463          | 1,494          |                | [ 6 ] |